# Olympische Geschichte Angolas
| Gelbes Symbol für Goldmedaillen mit stilisierten Olympischen Ringen | Graues Symbol für Silbermedaillen mit stilisierten Olympischen Ringen | Braundes Symbol für Bronzemedaillen mit stilisierten Olympischen Ringen |
| ------------------------------------------------------------------- | --------------------------------------------------------------------- | ----------------------------------------------------------------------- |
| —                                                                   | —                                                                     | —                                                                       |

Dachverband der olympischen Bewegung in Angola ist das Comité Olímpico Angolano (COA). Das COA wurde 1979 gegründet und ein Jahr später vom Internationalen Olympischen Komitee während seiner 82. Session in Lake Placid anerkannt.
Angola nahm gleich im Jahr seiner Aufnahme in die olympische Familie in Moskau erstmals an Olympischen Sommerspielen teil. Vier Jahre später schloss sich das Land wie die meisten sozialistischen Länder dem Boykott der Olympischen Spiele in Los Angeles an. Seither nimmt es regelmäßig an den Sommerspielen teil. Zu Winterspielen wurden bislang keine Athleten geschickt.
Bislang konnte keine Medaille gewonnen werden. Angola ist damit der, von der Einwohnerzahl her, siebtgrößte Staat ohne olympische Medaillengewinner.

## 1980 bis 1996
Bei den Spielen von 1980 in Moskau gingen erstmals angolanische Sportler an den Start. Als die ersten Olympioniken Angolas zählen die Boxer José Luís de Almeida, Abílio Cabral und Alberto Coelho sowie der Schwimmer Jorge Lima, die alle am 20. Juli 1980 ihre Wettkämpfe bestritten. Erste Olympionikin war am gleichen Tag die Schwimmerin Michele Pessoa.
1984 folgte Angola dem Boykottaufruf der sozialistischen Länder und blieb den Spielen von Los Angeles fern. 1988 in Seoul nahmen erstmals Judoka aus Angola teil. 1992 in Barcelona traten dazu erstmals Segler an. Angola nahm hier auch das erste Mal an einem olympischen Basketballturnier teil.
1996 in Atlanta erreichte die erstmals teilnehmende Handballmannschaft der Frauen einen siebten Platz. Erstmals nahmen auch Sportschützen teil.

## 2000 bis heute
Auch 2000 in Sydney und 2004 in Athen blieben die Teilnehmer erfolglos. 2008 in Peking gingen erstmals Beach-Volleyballer und Kanuten aus Angola an den Start. 2016 in Rio de Janeiro erreichte die Handballmannschaft der Frauen das Viertelfinale. Hier schieden die Frauen mit 27:31 gegen Russland aus. In Rio nahmen erstmals angolanische Ruderer teil.

## Übersicht der Teilnehmer

### Sommerspiele
| Jahr      | Athleten           | Athleten           | Athleten           | Sportarten         | Sportarten         | Sportarten         | Sportarten         | Sportarten         | Sportarten         | Sportarten         | Sportarten         | Sportarten         | Sportarten         | Sportarten         | Medaillen          | Medaillen          | Medaillen          | Medaillen          | Rang               |
| Jahr      | Gesamt             |                    |                    |                    |                    |                    |                    |                    |                    |                    |                    |                    |                    |                    |                    |                    |                    | Medaillen – Gesamt | Rang               |
| --------- | ------------------ | ------------------ | ------------------ | ------------------ | ------------------ | ------------------ | ------------------ | ------------------ | ------------------ | ------------------ | ------------------ | ------------------ | ------------------ | ------------------ | ------------------ | ------------------ | ------------------ | ------------------ | ------------------ |
| 1896–1976 | nicht teilgenommen | nicht teilgenommen | nicht teilgenommen | nicht teilgenommen | nicht teilgenommen | nicht teilgenommen | nicht teilgenommen | nicht teilgenommen | nicht teilgenommen | nicht teilgenommen | nicht teilgenommen | nicht teilgenommen | nicht teilgenommen | nicht teilgenommen | nicht teilgenommen | nicht teilgenommen | nicht teilgenommen | nicht teilgenommen | nicht teilgenommen |
| 1980      | 11                 | 10                 | 1                  |                    |                    | 3                  |                    |                    |                    | 3                  |                    |                    | 5                  |                    |                    |                    |                    |                    |                    |
| 1984      | nicht teilgenommen | nicht teilgenommen | nicht teilgenommen | nicht teilgenommen | nicht teilgenommen | nicht teilgenommen | nicht teilgenommen | nicht teilgenommen | nicht teilgenommen | nicht teilgenommen | nicht teilgenommen | nicht teilgenommen | nicht teilgenommen | nicht teilgenommen | nicht teilgenommen | nicht teilgenommen | nicht teilgenommen | nicht teilgenommen | nicht teilgenommen |
| 1988      | 24                 | 19                 | 5                  |                    |                    | 3                  |                    | 7                  |                    | 6                  |                    |                    | 8                  |                    |                    |                    |                    |                    |                    |
| 1992      | 28                 | 25                 | 3                  | 12                 |                    | 1                  |                    | 4                  |                    | 5                  |                    |                    | 3                  | 3                  |                    |                    |                    |                    |                    |
| 1996      | 28                 | 13                 | 15                 | 11                 |                    |                    | 13                 |                    |                    | 3                  |                    | 1                  | 1                  |                    |                    |                    |                    |                    |                    |
| 2000      | 30                 | 15                 | 15                 | 12                 |                    |                    | 13                 |                    |                    | 2                  |                    | 1                  | 2                  |                    |                    |                    |                    |                    |                    |
| 2004      | 30                 | 14                 | 16                 | 12                 |                    |                    | 15                 | 1                  |                    | 1                  |                    |                    | 1                  |                    |                    |                    |                    |                    |                    |
| 2008      | 32                 | 17                 | 15                 | 12                 | 2                  |                    | 14                 |                    | 1                  | 1                  |                    |                    | 2                  |                    |                    |                    |                    |                    |                    |
| 2012      | 33                 | 4                  | 29                 | 12                 |                    |                    | 14                 | 1                  | 2                  | 2                  |                    |                    | 2                  |                    |                    |                    |                    |                    |                    |
| 2016      | 25                 | 8                  | 17                 |                    |                    |                    | 14                 | 1                  |                    | 2                  | 2                  | 1                  | 2                  | 3                  |                    |                    |                    |                    |                    |
| 2020      | 20                 | 4                  | 16                 |                    |                    |                    | 14                 | 1                  |                    | 1                  |                    |                    | 2                  | 2                  |                    |                    |                    |                    |                    |
| 2024      | 24                 | 8                  | 16                 |                    |                    |                    | 14                 | 1                  | 2                  | 1                  | 1                  |                    | 2                  | 3                  |                    |                    |                    |                    |                    |
| Gesamt    | Gesamt             | Gesamt             | Gesamt             | Gesamt             | Gesamt             | Gesamt             | Gesamt             | Gesamt             | Gesamt             | Gesamt             | Gesamt             | Gesamt             | Gesamt             | Gesamt             | 0                  | 0                  | 0                  | 0                  |                    |

### Winterspiele
| Jahr      | Athleten           | Athleten           | Athleten           | Sportarten         | Medaillen          | Medaillen          | Medaillen          | Medaillen          | Rang               |
| Jahr      | Gesamt             |                    |                    | Sportarten         |                    |                    |                    | Medaillen – Gesamt | Rang               |
| --------- | ------------------ | ------------------ | ------------------ | ------------------ | ------------------ | ------------------ | ------------------ | ------------------ | ------------------ |
| 1924–2022 | nicht teilgenommen | nicht teilgenommen | nicht teilgenommen | nicht teilgenommen | nicht teilgenommen | nicht teilgenommen | nicht teilgenommen | nicht teilgenommen | nicht teilgenommen |
| Gesamt    | Gesamt             | Gesamt             | Gesamt             | Gesamt             | 0                  | 0                  | 0                  | 0                  |                    |

## Medaillengewinner

### Goldmedaillen
Bislang (Stand August 2024) keine Medaillengewinner

### Silbermedaillen
Bislang (Stand August 2024) keine Medaillengewinner

### Bronzemedaillen
Bislang (Stand August 2024) keine Medaillengewinner